# Luoyang (köpinghuvudort i Kina, Jiangsu Sheng, lat 34,71, long 119,11)
Luoyang är en köpinghuvudort i Kina. Den ligger i provinsen Jiangsu, i den östra delen av landet, omkring 300 kilometer norr om provinshuvudstaden Nanjing. Antalet invånare är 30 199. Befolkningen består av 15 203 kvinnor och 14 996 män. Barn under 15 år utgör 19,0 %, vuxna 15-64 år 70 %, och äldre över 65 år 10,0 %.
Runt Luoyang är det mycket tätbefolkat, med 1 819 invånare per kvadratkilometer. Närmaste större samhälle är Xinpu, 13,2 km söder om Luoyang. Trakten runt Luoyang består till största delen av jordbruksmark.
Genomsnittlig årsnederbörd är 1 098 millimeter. Den regnigaste månaden är juli, med i genomsnitt 341 mm nederbörd, och den torraste är januari, med 10 mm nederbörd.